# Muhammad Ali (singolo)
Muhammad Ali è un singolo del cantautore italiano Marco Mengoni, pubblicato il 5 aprile 2019 come quarto estratto dal quinto album in studio Atlantico.

## Descrizione
Quarta traccia dell'album, il brano è nato da una collaborazione di Mengoni con Tony Maiello, Piero Romitelli e Davide Simonetta.

## Video musicale
Il videoclip è stato pubblicato il 5 aprile 2019 sul canale YouTube del cantante ed è stato girato a Ronciglione, luogo di origine di Mengoni. Il cantante gira per le strade della cittadina accompagnato dalla banda locale.

## Formazione
Musicisti
- Marco Mengoni – voce, arrangiamento
- Christian Rigano – sintetizzatore, moog, harpejji, programmazione, arrangiamento
- Davide Sollazzi – pianoforte, batteria
- Andrea Fontana – percussioni
- Pino Saracini – basso
- Giovanni Pallotti – basso synth, sintetizzatore
- Peter Cornacchia – chitarra
- Riccardo Onori – chitarra
- Riccardo Gibertini – tromba, trombone
- Marco Zaghi – sassofono tenore e baritono

Produzione
- Marco Mengoni – produzione, pre-produzione
- Christian Rigano – produzione
- Pino "Pinaxa" Pischetola – missaggio
- Antonio Baglio – mastering
- Peter Cornacchia – pre-produzione
- Giovanni Pallotti – pre-produzione
- Davide Sollazzi – pre-produzione

## Classifiche
| Classifica (2019) | Posizione massima |
| ----------------- | ----------------- |
| Italia            | 39                |